# فهرست دین‌ها
در حالی که تعریف کلمه دین دشوار است، یک مدل استاندارد از دین که در دوره‌های مطالعات دینی استفاده می‌شود، آن را به این صورت تعریف می‌کند:
سیستمی از نمادهاست که برای ایجاد حالات و انگیزه‌های قدرتمند، فراگیر و طولانی‌مدت در آدم‌ها عمل می‌کند، و با فرمول‌بندی مفاهیمی از نظم کلی هستی، و پوشاندن این مفاهیم با هاله‌ای از واقعیت که در آن حالات و انگیزه‌ها واقع‌گرایانه به نظر می‌رسند، عمل می‌کند.
بسیاری از ادیان دارای روایت‌ها، نمادها، سنت‌ها و تاریخ‌های مقدس هستند که هدف آن‌ها معنا بخشیدن به زندگی یا توضیح منشأ حیات یا جهان است. ادیان اخلاق، قوانین دینی یا سبک زندگی را از ایده‌های خود در مورد کیهان و طبیعت انسان استخراج می‌کنند. بر اساس برخی برآوردها، تقریباً ۴۲۰۰ دین، کلیسا، فرقه، دسته‌ها و گروه‌های مذهبی، قبایل، فرهنگ‌ها، جنبش‌ها وجود دارند، که در ممکن است در آینده به بیش از این شمار افزایش یابند.
واژه دین گاهی به‌جای واژه «ایمان» یا «نظام اعتقادی» به‌کار می‌رود، اما تفاوت دین با باور شخصی این است که جنبه عمومی دارد. بیشتر ادیان رفتارهای سازمان‌یافته‌ای دارند، از جمله سلسله مراتب روحانی، عضویت، جماعت‌های غیرمذهبی، جلسات منظم یا خدمات به‌منظور تکریم یک خدا یا برای نیایش، مکان‌های مقدس (طبیعی یا ساخته‌شده) و متون مذهبی. برخی از ادیان نیز زبان مقدسی دارند که مختص خودشان است. همچنین دین شامل موعظه‌ها، بزرگداشت بخشش‌های یک خدا یا خدایان، قربانی‌ها، جشنها، اعیاد، خلسه، مناسک، عبادت، مراسم، تشییع جنازه، ازدواج، مراقبه، دعا، واسطه‌گری، موسیقی، هنر، رقص، خدمات عمومی یا دیگر جنبه‌های فرهنگی است. همچنین از باورهای مذهبی برای توضیح پدیده‌های فراروان شناختی، مانند تجربه‌های خارج از بدن، تجربه‌های نزدیک به مرگ و تناسخ، تجربه‌های ماوراء الطبیعی و مواردی دیگر استفاده شده‌است.
برخی کارشناسان که موضوع دین را مطالعه می‌کنند، ادیان را به سه دسته کلی تقسیم کرده‌اند: ۱) ادیان جهانی، اصطلاحی که به ادیان فرافرهنگی و بین‌المللی اشاره دارد. ۲) ادیان قومی، که به گروه‌های مذهبی کوچک‌تر، فرهنگ خاص یا ملت خاص گفته می‌شود. ۳) و جنبش‌های دینی جدید که به ادیانی که اخیراً توسعه یافته اشاره دارد. یکی از نظریه‌های آکادمیک مدرن در خصوص دین، ساخت‌گرایی اجتماعی، می‌گوید که دین مفهومی مدرن است که نشان می‌دهد همه اعمال معنوی و عبادت، از مدلی مشابه ادیان ابراهیمی به‌عنوان یک سیستم جهت‌گیری پیروی می‌کنند، که به تفسیر واقعیت و تعریف انسان کمک می‌کند.
در زیر فهرست دین‌ها و مذهب‌ها را مشاهده می‌کنید:

## دین‌های ابراهیمی
یهودیت، مسیحیت و اسلام، ادیان ابراهیمی نامیده می‌شوند.
برخی از افراد، دیانت بهائی را نیز به اشتباه از ادیان ابراهیمی می شمارند؛ ولی در حقیقت، بهائیت از ادیان ایرانی بوده و هیچ ارتباطی به ادیان ابراهیمی ندارد.

### مسیحیت

#### کاتولیسیسم
- انگلیکان
- کلیسای آشوری شرق
- کلیسای ارتدکس شرقی
- کلیسای ارتودوکس شرقی
- کلیسای کاتولیک

#### گروه‌های دیگر
- جنبش طلبه‌های کتاب مقدس
- مسیحیت جهانی
- کلیسای عیسی مسیح قدیسان آخر الزمان
- غیر تاریطانی
- سوئد بورگینیسم
- یونیتارین
- جنبش خلاقیت

### عرفان
عرفان مسیحی
- ابیونی‌ها
- سرودونیایی‌ها
  - مرقیونیه (نه کاملاً عرفانی)
- کالربیسین‌ها colorbasians
- سیمونین‌ها

عرفان زودگذر
- بوربوریت‌ها
- کاینیت‌ها
- کارپوخواهان
- اوفیتس ophites
- هرمسیه

عرفان قرون وسطایی
- کاتاریسم
- بوغومیلیه
- پولیسیان‌ها
- جنبش تندراکیان

عرفانی ایرانی
- مندائیان
- مانوی‌گری
  - بگنولی (Bagnolians)

عرفانی سوری - مصری
- ستیان‌ها (Sethians)
  - بازیلیدیان‌ها (Basilidians)
  - والنتینیان‌ها (Valentinians)
    - ابن دیصانs

### اسلام
مدرسه کلام
- اشعری
- علم کلام
- ابو منصور ماتریدی
- مرجئه
- معتزله

خوارج
- اباضیه
- عراقی
- حروریه
- صوفری

شیعه
- اسماعیلیان
  - مستعلیه
  - نزاریه
- جعفری
  - شیعه دوازده‌امامی
    - شیخیه
    - اصولی

  - علوی‌گری / بکتاشیه
- زیدیه

صوفی‌گری
- بکتاشیه
- چشتیه
- جلال‌الدین محمد بلخی
- مجددیه
- نقشبندیه
  - جهریه
  - خوفیه
- سلسله نعمت‌الهی
- طریقه
- قادریه
- Sufi Order International
- صوفی گرایی بازهدایت شده Sufism Reoriented
- سهروردیه
- تیجانیه
- عرفان جهانی
  - رقص صلح جهانی

سنی
- حنفی
  - بریلوی
  - دیوبندی
  - گیدیمو (قدیم) gedimu
  - یحیانی
  - Xidaotang
- حنبلی
- ملکی
- شافعی

گروه‌های دیگر اسلام
- اهل حدیث یا سلفی
- اهل قرآن
- احمدیه
  - جنبش احمدیه
  - جنبش احمدیه لاهور
- بنیاد الفاتحه
- بنیاد مسلمانان کانادا
- دروز
- اسلام اروپایی
- پنج درصدی‌ها
- حزب اتفاق‌المسلمین
- جماعا المسلمین
- جدید
- اسلام لیبرال
- اسلام کنگره کانادا
- Moorish Science Temple of America
- مهدوی
- امت اسلامی
- نوواوبیسم
- مسلمانان بریتانیایی پیشرو
- بنیاد مسلمانان پیشرو
- قرآنیان
- طلوع اسلام
- United Submitters International
- وهابیت
- ذکری

### یهودی
یهودیت ربانی
- یهودیت ارتدکس
  - حریدی
  - یهودیت حسیدی
  - یهودیت ارتودوکس مدرن
- یهودی محافظه‌کار
  - Masorti
  - یهودیت کنسرواتوکس
    - اتحاد برای یهودیت سنتی
- یهودیت اصلاحات
- یهودیت پیشرو
  - یهودیت لیبرال

قرائیم
یهودیت غیر ربانی مدرن
- جایگزین یهودیت
- یهودیت انسانگرایانه (به عنوان مذهب شناخته نمی‌شود)
- یهودیت متجدد
- بازسازی یهودیت

گروه‌های تاریخی
- اسنی‌ها
- فریسیان (نیای یهودیت ربانی)
- صدوقیان (نیای احتمالی قرائیم)
- Zealots
  - Sicarii

Sects that believed Jesus was a prophet
- ابیونی‌ها
- الخسائیه
- ناصره (فرقه)
- دونمه
  - Frankists

### Mandaeans and Sabians
- مندائیان
- صابئین
  - Sabians of Harran
  - Mandaean Nasaraean Sabeans

## مذاهب هندی
Religions that originated in India and religions and traditions related to, and descended from, them.

### Bhakti Movement
جنبش عشق به خداوند که پیروان آن در عشق به او تمام فعالیت‌های خود را متمرکز بر خدا می‌نمایند. این گروه با الهام از کتاب بهاگاوادگیتا برای رهایی از بازتاب اعمال، فعالیتهای خود را، به عنوان قربانی برای معبود خود انجام می‌دهند.
- Kabir Panth
- Sant Mat

### بودیسم
- Nikaya Buddhism (which have historically been called هینه‌یانه in the West)
  - ترواده
    - Sri Lankan Amarapura Nikaya
    - Sri Lankan Siam Nikaya
    - Sri Lankan Ramanna Nikaya
    - Bangladeshi Sangharaj Nikaya
    - Bangladeshi Mahasthabir Nikaya
    - Burmese Thudhamma Nikaya
      - Vipassana tradition of Mahasi Sayadaw and disciples

    - Burmese Shwekyin Nikaya
    - Burmese Dvaya Nikaya
    - Thai Maha Nikaya
      - Dhammakaya Movement

    - Thai Thammayut Nikaya
      - Thai Forest Tradition
        - Tradition of Ajahn Chah
- مهایانه
  - Humanistic Buddhism
  - Madhyamaka
    - Prasangika
    - Svatantrika
    - Sanlun (Three Treatise school)
      - Sanron

    - Maha-Madhyamaka (Jonangpa)

  - بوداگرایی نیچی‌رن
    - Nichiren Shu
    - Nichiren Shoshu
    - Nipponzan Myohoji
    - Soka Gakkai

  - Pure Land
    - فرقه جودو
    - شین بودیسم

  - Tathagatagarbha doctrine
    - Dashabhumika (absorbed into Huayan)
    - Huayan school (Avataṃsaka)
      - Hwaeom
      - Kegon

  - تیانتای
    - تندای
    - Cheontae

  - Yogacara
    - Cittamatra in Tibet
    - Wei-Shi (Consciousness-only school) or یوگه‌چاره شرق آسیا (Dharma-character school)
      - یوگه‌چاره شرق آسیا
      - یوگه‌چاره شرق آسیا

  - Chan / ذن / Seon / Thien
    - Caodong
      - Sōtō
        - Keizan line
        - Jakuen line
        - Giin line

    - رینزایی-ذن
      - رینزایی-ذن
      - Obaku (school of Buddhism)
      - Fuke Zen
      - Won Buddhism: Korean Reformed Buddhism

    - Kwan Um School of Zen
    - Sanbo Kyodan
- وجره‌یانه
  - شینگون
  - بودیسم تبتی
    - Bön
    - Gelukpa
    - Kagyupa
      - Dagpo Kagyu
        - Karma Kagyu
        - Barom Kagyu
        - Tsalpa Kagyu
        - Phagdru Kagyu
        - Drikung Kagyu
        - Drukpa Kagyu

      - Shangpa Kagyu

    - Nyingmapa
    - Sakyapa
      - Jonangpa
- New Buddhist movements
  - اوم‌شینریکیو (now known as Aleph)[۸]
  - Diamond Way
  - Friends of the Western Buddhist Order
  - New Kadampa Tradition[۹]
  - Share International
  - True Buddha School
  - Vipassana movement

### دین ای الهی
- دین ای الهی

### هندوییسم
- Swaminarayan
- Shrauta
- Lingayatism
- شایویسم
- شاکتیسم
- تانترا
  - Ananda Marga[۱۰]
- سنت اسمارته
- ویشنوپرستی
  - Gaudiya Vaishnavism
    - ISKCON (Hare Krishna)[۱۱]
- Hindu reform movements
  - آریه سماج[۱۲]
  - Brahmo Samaj
- Hinduism in Indonesia

Major schools and movements of Hindu philosophy
- Nyaya
- Purva mimamsa
- Samkhya
- Vaisheshika
- Vedanta (Uttara Mimamsa)
  - Advaita Vedanta
  - سری اوروبیندو
  - Vishishtadvaita
  - Dvaita Vedanta
- یوگا
  - Ashtanga Yoga
  - Bhakti yoga
  - هاتا یوگا
  - Siddha Yoga
  - سورات شابد یوگا
  - تانترا
  - Sahaja Yoga

### Jainism
- دیگامبارا (Digambara)
  - بیساپانتی (Bisapanthi)[۱۳]
  - دیگامبارا تراپانت (Digambar Terapanth)
  - تاران پنت (Taran Panth)
  - کانجی پنت (Kanji Panth)[۱۳]
  - گوماناپانتا (Gumanapantha)[۱۳]
  - توتاپانتا (Totapantha)[۱۳]
- شوتابارا (Shvetambara)
  - شوتابارا تراپانت (Svetambar Terapanth)
  - مورتیپوجاکا (Murtipujaka) یا دراواسی (Deravasi)
  - شوتامبارا استاناکواسی (Svetambara Sthanakvasi)

### سیک (سیخ)
- خالصه (سیک)
  - نیهانگ (Nihaung)
- نامداری (Namdhari) کوکا سیکز (Kuka Sikhs)
- ساه‌اژدری (Sahajdhari)
- راویداسیا (Ravidassia)

## دین‌های ایرانی
- مهرپرستی
- مزداپرستی غیر زرتشتی
- مزدیسنا
  - یارسان
  - ایزدیه
  - زروانی
  - آذرکیوانیان
  - جنبش خرمدینان
  - کیومرثیان
  - مانوی‌گری
  - مزدکیه
  - بابیه
  - بهائیت

## مذاهب آسیای شرقی

### کنفسیوسیسم
- نئو کنفسیوسیسم
- نیو کنفسیوسیسم

### دیگران
- کائوداییسم
- ادیان قومی چینی
- چئوندوئیسم
- فالون‌گانگ
- Hoa Hao
- I-Kuan Tao
- Jeung San Do
- Legalism (Chinese philosophy)
- موهیسم
- Oomoto
- Seicho-No-Ie
- Tenrikyo

## مذاهب آفریقایی
African diasporic religions are a number of related religions that developed in the Americas among African slaves and their descendants in various countries of the Caribbean Islands and Latin America, as well as parts of the southern United States. They derive from African traditional religions, especially of West and Central Africa, showing similarities to the Yoruba religion in particular.
- Batuque (religion)
- Candomblé
- Dahomey mythology
- Haitian mythology
- Kumina
- Macumba
- Mami Wata
- Obeah
- Oyotunji
- Quimbanda
- سانتریا (Lukumi)
- Umbanda[۱۴]
- وودوو

## Indigenous traditional religions
Traditionally, these faiths have all been classified "Pagan", but scholars prefer the terms "indigenous/primal/folk/ethnic religions".

### آفریقایی
غرب آفریقا
- Akan mythology
- Ashanti mythology (غنا)
- Dahomey mythology
- Efik mythology (Nigeria, Cameroon)
- Igbo mythology (Nigeria, Cameroon)
- Isoko mythology (Nigeria)
- Yoruba mythology (Nigeria, Benin)

مرکز آفریقا
- Bushongo mythology (Congo)
- Bambuti mythology (Congo)
- Lugbara mythology (Congo)

شرق آفریقا
- Akamba mythology (East Kenya)
- Dinka mythology (Sudan)
- Lotuko mythology (Sudan)
- Masai mythology (Kenya, Tanzania)

جنوب آفریقا
- Khoikhoi mythology
- Lozi mythology (Zambia)
- Tumbuka mythology (Malawi)
- Zulu mythology (South Africa)

### آمریکایی
- Abenaki mythology
- Anishinaabe
- اساطیر آزتک
- Blackfoot mythology
- Cherokee mythology
- Chickasaw mythology
- Choctaw mythology
- Creek mythology
- Crow mythology
- Ghost Dance
- Guarani mythology
- Haida mythology
- Ho-Chunk mythology (aka: Winnebago)
- Hopi mythology
- Inca mythology
- Indian Shaker Church
- اساطیر اینویی
- Iroquois mythology
- Keetoowah Nighthawk Society
- Kuksu (religion)
- Kwakiutl mythology
- Lakota mythology
- Leni Lenape mythology
- Longhouse religion
- Mapuche mythology
- اساطیر مایا
- Midewiwin
- Miwok
- Native American Church
- Navajo mythology
- Nootka mythology
- Ohlone mythology
- Olmec mythology
- Pomo mythology
- Pawnee mythology
- Salish mythology
- Selk'nam religion
- Seneca mythology
- Southeastern Ceremonial Complex
- Sun Dance
- Tsimshian mythology
- Urarina
- Ute mythology
- Wyandot religion
- Zuni mythology

### اروپایی آسیایی
آسیا
- بن (دین)
- اساطیر چین
- اساطیر ژاپن
- Ko-shinto (Jomon-jin)
- Siberian Shamanism
- تنگری گرایی

اروپایی
- Estonian mythology
- Shamanism among Eskimo peoples
- Finnish mythology and Finnish paganism
- Shamanistic remnants in Hungarian folklore
- Sami religion (including the Noaidi)
- Tadibya

### اقیانوس آرام
- Australian Aboriginal mythology
- مردمان آسترونزیایی
  - Balinese mythology
  - Javanese beliefs
  - Melanesian mythology
  - Micronesian mythology
    - Modekngei
    - Nauruan indigenous religion

  - Philippine mythology
    - Anito
    - Gabâ
    - Kulam

  - Polynesian mythology
    - اساطیر هاوایی
    - افسانه‌شناسی مائوری
      - Maori religion

    - Rapa Nui mythology
      - موآی
      - تانگاتا مانو

#### کیش کالا
- جان فروم
- فرقهٔ جانسون
- جنبش شاهزاده فیلیپ
- وایلالا

## Historical polytheism

### Ancient Near Eastern
- Ancient Egyptian religion
- دین باستانی سامی
- Mesopotamian mythology
  - اسطوره‌شناسی عرب (اساطیر عرب) (pre-Islamic)
  - Babylonian and Assyrian religion
    - Babylonian mythology
    - Chaldean mythology

  - Canaanite mythology
    - Canaanite religion

  - Hittite mythology
  - اساطیر ایران
  - Sumerian mythology

### Indo-European
- آیین کهن آریایی
  - دین ودائی
  - مزدیسنا
- Baltic mythology
- Celtic polytheism
  - اسطوره‌شناسی سلتی
  - اسطوره‌شناسی سلتی
- Germanic polytheism
  - Anglo-Saxon mythology
  - Continental Germanic mythology
  - اساطیر اسکاندیناوی
- Ancient Greek religion
- Finnish polytheism
- Hungarian mythology
- Ancient Roman religion
- اساطیر اسلاو

### هلنیستی
- Greco-Roman mysteries
  - آرکادیا
  - مهرپرستی
  - اورفیسم (دین)
- مکتب فیثاغوری
- Gallo-Roman religion

## نئوپاگانیسم
- هیتنری

## عصر جدید، باطن‌گرایی و عرفان

### موج نو
- نئوشمنیسم
- ریکی

### باطن‌گرایی و عرفان
- حکمت انسانی
- عرفان مسیحی
- Esoteric Christianity
- هندوییسم
  - تانترا
  - Vaastu Shastra
- Martinism
- مهربابا[۱۵]
- چلیپای گلگون
  - Ancient Mystical Order Rosae Crucis[۱۶]
  - Rosicrucian Fellowship
- تصوف
- تئوسوفی

### راز آلود و جادویی
- جادوی مراسمی
  - جادوی خنوخی
  - گوئشیا
- جادوی خائوس
- Hoodoo (folk magic) (Rootwork)
  - New Orleans Voodoo
- Kulam – Filipino witchcraft
- National Socialism and Occultism
- Pow-wow (folk magic)
- Seiðr – Norse sorcery
- تلما
- افسونگری

### طریقت دست چپ
- دیوشناسی
- لوسیفرین
- شیطان‌پرستی
  - معبد ست
- شیطان‌گرایی لاویایی
  - کلیسای شیطان

## New religious movements

### Creativity
- The Creativity Movement

### Shinshukyo
- Church of World Messianity
- Konkokyo
- Oomoto
- PL Kyodan
- Seicho-No-Ie
- Tenrikyo

## تقلید تمسخر آمیز و ادیان نقیضه
- Church of Euthanasia
- هیولای اسپاگتی پرنده
- Church of the SubGenius
- Iglesia Maradoniana
- اسب تک‌شاخ صورتی نامرئی
- Kibology
- Landover Baptist Church
- Last Thursdayism

## Others
- دادارباوری
- Discordianism
- اکنکار
- Ethical Culture
- Fellowship of Reason
- انسان‌گرایی
- Jediism[۱۷]
- جوچه
- ساینتولوژی
- انسان‌گرایی سکولار
- Subud
- Universal Life Church
- جهان‌گرایی توحیدگرا
- راه چهارم

## Other categorisations

### By demographics
- فهرست جمعیت‌های دینی

### بر اساس مساحت
- Religion in Africa
- دین در آسیا
- Religion in Australia
- Religion in Europe
- Religion in North America
- فهرست نام دین‌ها
- Religion in South America
- فهرست کشورها بر پایه مذهب
  - دین رسمی
  - جغرافیای بوداگرایی
  - Christianity by country
    - Roman Catholicism by country
    - Protestantism by country

  - Hinduism by country
  - فهرست کشورها بر پایه جمعیت مسلمان
  - Judaism by country, جمعیت یهودی در کشورها
  - Sikhism by country
- Buddhism by region

## جستارهای مرتبط
- دین مدنی
- List of Catholic rites and churches
- List of religious organizations
- Lists of people by belief
- اسطوره‌شناسی
- شمن‌باوری
- توتم‌پرستی
- باطن‌گرایی غربی